# Тулва
Ту́лва — річка в Росії, протікає в Уїнському, Бардимському та Осинському районах Пермського краю. Гирло річки знаходиться в 493 км по лівому березі Воткінського водосховища (Тулвінська затока) на Камі. Довжина річки становить 118 км, площа водозбірного басейну 3530 км. Середня висота водозбору - 200 м. Середній ухил - 0,8 м/км.
Висота гирла - 89,3 м над рівнем моря. 
До створення Воткінського водосховища припливом Тулва також була річка Сидяха, зараз вона впадає зліва в Тулвинську затоку водосховища за 7,4 км від його початку.